# Williamsburg (Nuovo Messico)
Williamsburg è un villaggio degli Stati Uniti d'America, situato nello stato del Nuovo Messico, nella contea di Sierra.